# Versicherungsfreiheit

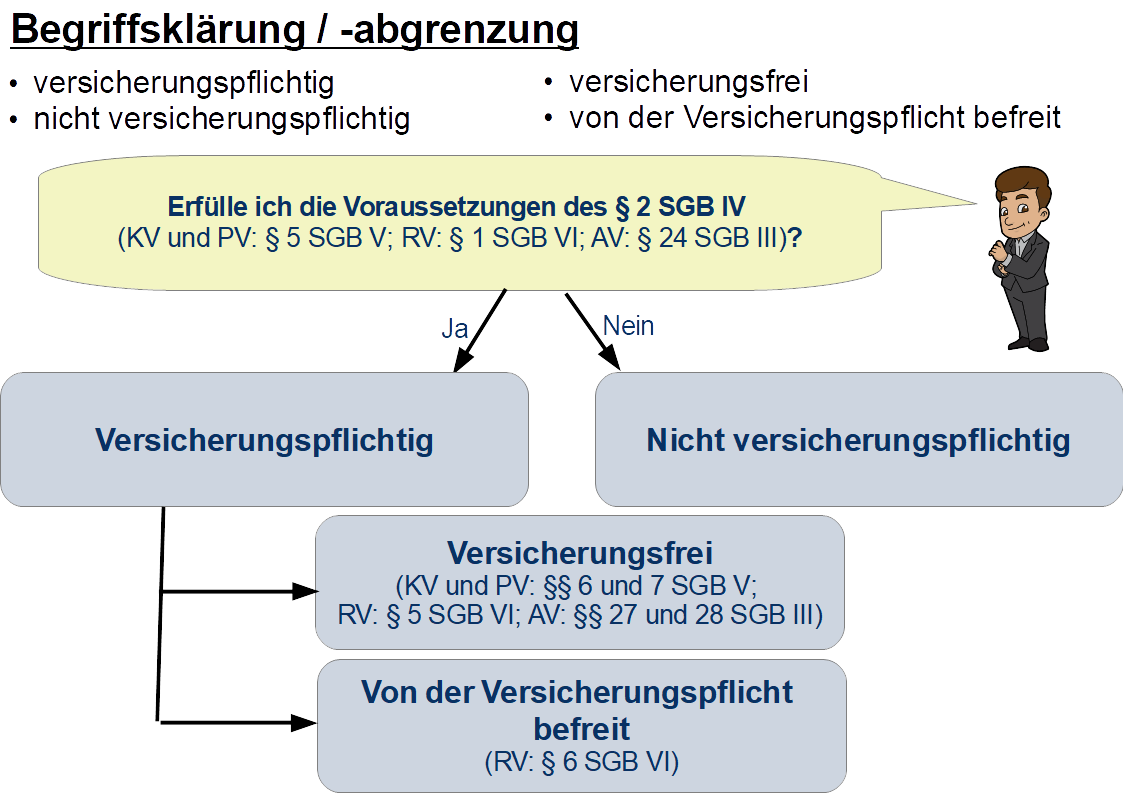
Grafik zur Begriffsabgrenzung

Als Versicherungsfreiheit in der deutschen Sozialversicherung bezeichnet man Ausnahmen von der im Allgemeinen gültigen Sozialversicherungspflicht, die für bestimmte Personengruppen gemacht werden.
Im Sozialversicherungsrecht besteht ein Unterschied zwischen versicherungspflichtigen und nicht versicherungspflichtigen Personen. Lediglich versicherungspflichtige Personen können versicherungsfrei oder von der Versicherungspflicht befreit sein. Bei diesen grundsätzlich der Versicherungspflicht unterliegenden Personen liegen jedoch Tatbestände vor, die zur Versicherungsfreiheit bzw. auf Antrag zur Befreiung von der Versicherungspflicht führen. Nicht versicherungspflichtige Personen erfüllen schon in ihrer Tätigkeit nicht die Voraussetzungen, versicherungspflichtig zu sein.
Der Grundsatz in der deutschen Sozialversicherung ist die Versicherungspflicht. Diese basiert auf dem Solidaritätsprinzip. Demnach sind grundsätzlich alle abhängig Beschäftigten versicherungspflichtig in der Kranken-, Pflege- und Rentenversicherung sowie in der Arbeitsförderung (Arbeitslosenversicherung). Von diesem Grundsatz gibt es Ausnahmen. Diese Ausnahmen sind für die verschiedenen Zweige im jeweiligen Buch des Sozialgesetzbuches normiert (bspw. Krankenversicherung § 6 SGB V; Arbeitsförderung §§ 27 f. SGB III; Rentenversicherung § 5 SGB VI).
Demnach sind kraft ausdrücklicher gesetzlicher Regelung bestimmte Personenkreise versicherungsfrei. Ein Überblick für verschiedene Personengruppen ergibt sich aus folgender Tabelle:
| Berufsgruppe                                                                                | Krankenversicherung                                | Pflegeversicherung                                       | Rentenversicherung                                 | Arbeitslosenversicherung                         |
| Beamte, Richter, Soldaten                                                                   | versicherungsfrei (§ 6 Abs. 1 Nr. 2 SGB V)         | versicherungsfrei (§ 20 Abs. 1 Satz 1 SGB XI)            | versicherungsfrei (§ 5 Abs. 1 Satz 1 Nr. 1 SGB VI) | versicherungsfrei (§ 27 Abs. 1 Nr. 1 SGB III)    |
| Geistliche der als öffentlich-rechtliche Körperschaften anerkannten Religionsgesellschaften | versicherungsfrei (§ 6 Abs. 1 Nr. 4 SGB V)         | versicherungsfrei (§ 20 Abs. 1 Satz 1 SGB XI)            | versicherungsfrei (§ 5 Abs. 1 Satz 1 Nr. 3 SGB VI) | versicherungsfrei (§ 27 Abs. 1 Nr. 2 SGB III)    |
| kurzfristig Beschäftigte i.S.d, § 8 Abs. 1 Nr. 2 SGB IV                                     | versicherungsfrei (§ 7 Abs. 1 Satz 1 SGB V)        | versicherungsfrei (§ 20 Abs. 1 Satz 1 SGB XI)            | versicherungsfrei (§ 5 Abs. 2 Satz 1 Nr. 1 SGB VI) | versicherungsfrei (§ 27 Abs. 2 Satz 1 SGB III) 1 |
| geringfügig bezahlte Beschäftigte                                                           | versicherungsfrei (§ 7 Abs. 1 Satz 1 SGB V) 1      | versicherungsfrei (§ 20 Abs. 1 S. 1 SGB XI) 1            | versicherungspflichtig 2                           | versicherungsfrei (§ 27 Abs. 2 Satz 1 SGB III) 1 |
| Vorstände von Aktiengesellschaften                                                          | versicherungspflichtig 3                           | versicherungspflichtig 3                                 | nicht versicherungspflichtig (§ 1 Satz 3 SGB VI)   | versicherungsfrei (§ 27 Abs. 1 Nr. 5 SGB III)    |
| (hauptberuflich) selbständig Erwerbstätige                                                  | nicht versicherungspflichtig (§ 5 Abs. 5 SGB V)    | nicht versicherungspflichtig (§ 20 Abs. 1 Satz 1 SGB XI) | versicherungspflichtig (§ 2 SGB VI) 4              | nicht versicherungspflichtig                     |
| überschreiten der Jahresarbeitsentgeltgrenze                                                | versicherungsfrei (§ 6 Abs. 1 Nr. 1 SGB V)         | versicherungsfrei 9 (§ 20 Abs. 1 Satz 1 SGB XI)          | versicherungspflichtig                             | versicherungspflichtig                           |
| Pflichtmitglieder einer öffentlich-rechtlichen Versicherungs- oder Versorgungseinrichtung   | versicherungspflichtig 3                           | versicherungspflichtig 3                                 | auf Antrag befreit (§ 6 Abs. 1 Nr. 1 SGB VI)       | versicherungspflichtig                           |
| Rentner                                                                                     | versicherungspflichtig (§ 5 Abs. 1 Nr. 11-12 SGBV) | versicherungspflichtig (§ 20 Abs. 1 Satz 1 SGB XI)       | versicherungsfrei (§ 5 Abs. 4 Nr. 1 SGB VI) 5      | versicherungsfrei (§ 28 Abs. 1 Nr. 1 SGB III) 6  |
| Ruhegeldbezieher                                                                            | versicherungsfrei (§ 6 Abs. 1 Nr. 6 SGB V) 7       | versicherungsfrei (§ 20 Abs. 1 Satz 1 SGB XI)            | versicherungsfrei (§ 5 Abs. 4 Nr. 2 SGB VI)        | versicherungsfrei (§ 28 Abs. 1 Nr. 1 SGB III) 6  |
| Studierende (in einer Beschäftigung)                                                        | versicherungsfrei (§ 6 Abs. 1 Nr. 3 SGB V)         | versicherungsfrei (§ 20 Abs. 1 Satz 1 SGB XI)            | versicherungsfrei (§ 5 Abs. 3 SGB VI) 8            | versicherungsfrei (§ 27 (4) S. 1 Nr. 2 SGB III)  |

Einkommen über der Versicherungspflichtgrenze
Abhängig Beschäftigte sind in der gesetzlichen Kranken- und Pflegeversicherung versicherungsfrei, wenn ihr regelmäßiges Jahresarbeitsentgelt die Versicherungspflichtgrenze mindestens ein Jahr lang übersteigt und perspektivisch im Folgejahr ebenfalls überschreiten wird. In der Renten- und Arbeitslosenversicherung ist das nicht der Fall; hier wird lediglich die Beitragsbemessung auf einen Höchstwert der beitragspflichtigen Einnahmen begrenzt. Wer freiwillig in der gesetzlichen Krankenversicherung bleibt, ist dann weiterhin versicherungspflichtig in der gesetzlichen Pflegeversicherung (§ 20 Abs. 3 SGB XI).
Wer erstmals in Deutschland eine Beschäftigung aufnimmt und in dieser Beschäftigung sofort ein Gehalt oberhalb der Versicherungspflichtgrenze erzielt, ist unmittelbar versicherungsfrei, kann sich aber in der gesetzlichen Krankenversicherung freiwillig versichern, selbst wenn zuvor eine private Krankenversicherung bestand.
Arbeitnehmer, die wegen Überschreitens der Jahresarbeitsentgeltgrenze versicherungsfrei waren, aber wegen der regelmäßig erfolgenden Erhöhung dieser Grenze versicherungspflichtig werden würden, können sich auf Antrag befreien lassen. Dieser Antrag ist innerhalb von drei Monaten zu stellen.
Geringfügig Beschäftigte
Bezieher geringer Einkommen sind teilweise nicht versicherungspflichtig: Geringfügig Beschäftigte sind in der Kranken- (§ 7 Abs. 1 SGB V), Pflegeversicherung und nach dem Recht der Arbeitsförderung versicherungsfrei. In der Rentenversicherung können sich Arbeitnehmer von der Versicherungspflicht befreien lassen (§ 6 Abs. 1b SGB VI).